# 尚之隆
尚之隆（1646年—1718年），辽东海城人，祖籍山西洪洞县，平南王尚可喜第七子，母亲杨氏。

## 生平
顺治十五年（1658年），尚之隆与承泽亲王硕塞之女、顺治帝的养女和顺公主订婚，被晋封为和硕额驸。康熙六年（1667年）加封太子少保。康熙十五年（1676年）二月，尚之隆的大哥尚之信劫持尚可喜响应吴三桂叛乱，十月廿九（1676年12月4日）尚可喜去世，康熙十六年（1677年），尚之信降清。康熙三十年（1691年）尚之隆被晋封为内大臣，赐黄马褂。十一月，和硕和顺公主去世，享年四十四岁。康熙四十一年（1702年）尚之隆晋封为领侍卫内大臣。康熙五十七年（1718年）二月，尚之隆去世。

## 子女

### 兒子
- 子：尚崇廙，娶簡親王第三女和碩格格，封和碩額駙，授頭等侍衛，特晉領侍衛內大臣，補授盛京五部尚書，管理盛京三陵事務和盛京包衣三佐領。
- 后代有光緒十八年（1892年）壬辰科进士尚其亨。

### 女兒
- 長女：順治帝第七子純靖親王隆禧之嫡福晉[1]
- 次女：多羅安郡王岳樂第十九子吳爾占（饒余敏郡王阿巴泰之孫、努爾哈赤之曾孫）之嫡妻[2]。
- 三女：固山温簡貝子固爾瑪琿第七子已革輔國將軍薩三（即已革貝勒阿敏之孫、追封和碩莊親王舒爾哈齊之曾孫）之繼妻[3]
- 四女：兵部侍郎牛鈕之子古北口驛站員外木爾圖之妻。
- 五女：幼殤。